# Adelpha paraena
Adelpha paraena is een vlinder uit de onderfamilie Limenitidinae van de familie Nymphalidae. De wetenschappelijke naam van de soort werd als Heterochroa paraena in 1865 gepubliceerd door Henry Walter Bates.